# Clube de Futebol Estrela dos Amadores
El Clube de Futebol Estrela dos Amadores (crioll capverdià: Strela dus Amadoris) és un club capverdià de futbol de la ciutat de Tarrafal a l'illa de Santiago. Va ser fundat el 1992.

## Palmarès
- Lliga de Santiago Nord de futbol:[4]

2003/04, 2008–09, 2011/12